# Deparia zeylanica
Deparia zeylanica är en majbräkenväxtart som först beskrevs av William Jackson Hooker, och fick sitt nu gällande namn av Masahiro Kato. Deparia zeylanica ingår i släktet Deparia och familjen Athyriaceae. Inga underarter finns listade.